# 内閣官制
内閣官制（ないかくかんせい、明治22年12月24日勅令第135号）は、1889年（明治22年）に定められた日本の勅令。1947年（昭和22年）5月3日廃止。

## 概要
内閣官制は、同年に公布された大日本帝国憲法の行政各部に関する定めに沿う内容とされている。また、内閣官制が制定されたことにより、1885年（明治18年）12月22日に発出された明治18年太政官達第69号及び内閣職権（明治18年12月22日太政大臣公爵三条実美達）は実効性を喪失した。
大日本帝国憲法は、同第55条に「國務各大臣ハ天皇ヲ輔弼シ其ノ責ニ任ス」と定められたが、「内閣」や「内閣総理大臣」については規定されなかった。行政権は国務各大臣の輔弼により天皇が自ら行う「大権」とされ、内閣は国務各大臣の協議と意思統一のための合議体にすぎないものとされた。これにより、「内閣職権」に規定された内閣・国務大臣・内閣総理大臣について、再度規定することが必要とされた。
内閣官制の内容は、ほぼ内閣職権と同様の条文となっているが、内閣総理大臣の権限は弱められた。同第2条の「内閣総理大臣ハ各大臣ノ首班トシテ機務ヲ奏宣シ旨ヲ承ケテ行政各部ノ統一ヲ保持ス」において、この「首班」とは「同輩中の首席（Primus inter pares）」を意味すると解された。
1947年（昭和22年）5月3日、日本国憲法が施行され、同日に内閣法（昭和22年法律第5号）が施行されたことにより、内閣官制は「内閣官制の廃止等に関する政令」（昭和22年5月3日政令第4号）で廃止された。

## 内閣官制中改正ノ件
1907年（明治40年）2月1日、公文式の廃止と公式令の制定に伴って、内閣官制が改正された。この改正では、第4条にあった「勅令」副署規定を「公式令」に移し、公文式にあった内閣総理大臣の閣令制定権をここに移した。その際、各省大臣の単独副署の制度が廃止され、全ての「勅令」に内閣総理大臣が副署することになった。また、第4条ノ2において、内閣総理大臣の地方官庁に対する職権を明確にした。ともに内閣総理大臣の権限を強化するものであった。